# Adam Ferguson
‎
Adam Ferguson, škotski filozof, protosociolog in zgodovinar, * 1. julij 1723 (gregorijanski koledar), Logierait, Perthshire, Škotska, † 22. februar 1816, St Andrews.
Ferguson je bil eden vodilnih mož škotskega razsvetljenstva.